# Перекрёсток (фильм, 1986)
«Перекрёсток» (англ. Crossroads) — американский музыкальный художественный фильм 1986 года, поставленный режиссёром Уолтером Хиллом. Сюжет навеян легендой o Роберте Джонсоне.

## Сюжет
Начинающий и честолюбивый гитарист Юджин, влюблённый в блюз, старается быть похожим на своих кумиров и стать настоящим блюзменом. Парень узнаёт легенду о потерянной мелодии Роберта Джонсона. Чтобы разыскать её, юноша устраивается уборщиком в дом престарелых, где по его сведениям доживает свой век близкий друг Роберта — Вилли Браун.
В молодости Вилли вышел на тот самый перекрёсток, что и Роберт Джонсон, и заключил сделку с дьяволом: душа в обмен на славу и успех музыканта. Сделки со Стариной Скрэтчем (так зовут дьявола в этом фильме) мало кому удавалось выиграть, и теперь старик хочет попасть на это волшебное место, чтобы вернуть свою душу и обрести покой.
Старик и начинающий музыкант договариваются: юноша помогает Вилли бежать из богадельни и добраться на «перекрёсток» в обмен на обещание сыграть ему ту самую мелодию. Так начинается их нелёгкое путешествие через всю страну. Много испытаний и приключений ждут их на пути.

## В ролях
- Ральф Маччио — Юджин Мартон
- Джо Сенека — Вилли Браун
- Джейми Герц — Фрэнсис
- Роберт Джадд — Старина Скрэтч (Дьявол)
- Стив Вай — Джек Батлер
- Джо Мортон — помощник Скрэтча
- Гретхен Палмер Beautiful — помощница Скрэтча / танцовщица
- Тим Русс — Роберт Джонсон
- Гай Киллум — Вилли в 17 лет
- Джон Хенкок — шериф Тилфорд
- Деннис Липском — Ллойд
- Гарри Кэри-мл. — бармен